# 6 Hours of Silverstone 2011
6 Hours of Silverstone 2011 – 6-godzinny wyścig samochodowy na torze Silverstone Circuit w Wielkiej Brytanii. Odbył się w dniu 11 września 2011 i był częścią Intercontinental Le Mans Cup. Był to pierwszy wyścig rozgrywany pod tą nazwą. Poprzednikiem tych wyścigów był Silverstone 1000 km.

## Wyniki wyścigu[1]
| Poz. | Klasa   | Nr  | Drużyna                 | Kierowcy                                                  | Okrążeń |
| ---- | ------- | --- | ----------------------- | --------------------------------------------------------- | ------- |
| 1    | LMP1    | 7   | Peugeot Sport Total     | Sébastien Bourdais Simon Pagenaud                         | 190     |
| 2    | LMP1    | 1   | Audi Sport Team Joest   | Timo Bernhard Marcel Fässler                              | 190     |
| 3    | LMP1    | 24  | OAK Racing              | Olivier Pla Alexandre Prémat                              | 185     |
| 4    | LMP1    | 13  | Rebellion Racing        | Andrea Belicchi Jean-Christophe Boullion                  | 185     |
| 5    | LMP1    | 15  | OAK Racing              | Matthieu Lahaye Guillaume Moreau Pierre Ragues            | 185     |
| 6    | LMP1    | 16  | Pescarolo Team          | Emmanuel Collard Christophe Tinseau Julien Jousse         | 185     |
| 7    | LMP1    | 2   | Audi Sport Team Joest   | Tom Kristensen Allan McNish                               | 184     |
| 8    | LMP1    | 8   | Peugeot Sport Total     | Franck Montagny Stéphane Sarrazin                         | 181     |
| 9    | LMP1    | 007 | Aston Martin Racing     | Adrián Fernández Harold Primat Christian Klien            | 179     |
| 10   | LMP2    | 41  | Greaves Motorsport      | Karim Ojjeh Tom Kimber-Smith Olivier Lombard              | 178     |
| 11   | LMP2    | 40  | Race Performance        | Michel Frey Ralph Meichtry Marc Rostan                    | 177     |
| 12   | LMP2    | 45  | Boutsen Energy Racing   | Thor-Christian Ebbesvik Dominik Kraihamer                 | 176     |
| 13   | LMP2    | 36  | RML                     | Mike Newton Thomas Erdos Ben Collins                      | 176     |
| 14   | LMP2    | 43  | RLR msport              | Barry Gates Warren Hughes Rob Garofall                    | 171     |
| 15   | LMP2    | 35  | OAK Racing              | Andrea Barlesi Frédéric Da Rocha Patrice Lafargue         | 171     |
| 16   | LMP2    | 26  | Signatech Nissan        | Franck Mailleux Lucas Ordoñez Jean-Karl Vernay            | 170     |
| 17   | FLM     | 95  | Pegasus Racing          | Mirco Schultis Patrick Simon Julien Schell                | 169     |
| 18   | FLM     | 93  | Genoa Racing            | Aldous Mitchell Jordan Grogor Bassam Kronfli              | 169     |
| 19   | FLM     | 99  | JMB Racing              | Kyle Marcelli Chapman Ducote Luca Moro                    | 168     |
| 20   | GTE Pro | 51  | AF Corse                | Giancarlo Fisichella Gianmaria Bruni                      | 168     |
| 21   | GTE Pro | 59  | Luxury Racing           | Stéphane Ortelli Frédéric Makowiecki                      | 167     |
| 22   | GTE Pro | 77  | Team Felbermayr-Proton  | Marc Lieb Richard Lietz                                   | 167     |
| 23   | GTE Pro | 56  | BMW Motorsport          | Andy Priaulx Uwe Alzen                                    | 167     |
| 24   | GTE Pro | 75  | Prospeed Competition    | Marc Goossens Marco Holzer                                | 167     |
| 25   | LMP2    | 42  | Strakka Racing          | Nick Leventis Danny Watts Jonny Kane                      | 167     |
| 26   | GTE Pro | 55  | BMW Motorsport          | Augusto Farfus Jörg Müller                                | 167     |
| 27   | GTE Pro | 76  | IMSA Performance Matmut | Patrick Pilet Wolf Henzler                                | 167     |
| 28   | GTE Pro | 89  | Hankook Team Farnbacher | Dominik Farnbacher Allan Simonsen                         | 167     |
| 29   | GTE Pro | 66  | JMW Motorsport          | Rob Bell James Walker                                     | 166     |
| 30   | GTE Pro | 58  | Luxury Racing           | François Jakubowski Anthony Beltoise Nicolas Marroc       | 164     |
| 31   | GTE Am  | 67  | IMSA Performance Matmut | Raymond Narac Nicolas Armindo                             | 164     |
| 32   | GTE Pro | 79  | Jota                    | Simon Dolan Sam Hancock                                   | 164     |
| 33   | GTE Am  | 63  | Proton Competition      | Gianluca Roda Patrick Long                                | 163     |
| 34   | FLM     | 92  | Neil Garner Motorsport  | John Hartshorne Steve Keating Phil Keen                   | 162     |
| 35   | GTE Am  | 62  | CRS Racing              | Pierre Ehret Shaun Lynn Roger Willis                      | 162     |
| 36   | GTE Am  | 50  | Larbre Compétition      | Patrick Bornhauser Julien Canal Gabriele Gardel           | 162     |
| 37   | GTE Am  | 61  | AF Corse                | Piergiuseppe Perazzini Marco Cioci Stéphane Lémeret       | 162     |
| 38   | GTE Am  | 88  | Team Felbermayr-Proton  | Horst Felbermayr Jr. Christian Ried                       | 162     |
| 39   | GTE Am  | 57  | Krohn Racing            | Tracy Krohn Niclas Jönsson Michele Rugolo                 | 161     |
| 40   | GTE Pro | 65  | Lotus Jetalliance       | James Rossiter Johnny Mowlem Karl Wendlinger              | 161     |
| 41   | GTE Am  | 60  | Gulf AMR Middle East    | Fabien Giroix Roald Goethe Michael Wainright              | 153     |
| 42   | GTE Am  | 82  | CRS Racing              | Klaas Hummel Adam Christodoulou Phil Quaife               | 133     |
| DNF  | LMP1    | 12  | Rebellion Racing        | Nicolas Prost Neel Jani                                   | 159     |
| DNF  | GTE Pro | 70  | Kessel Racing           | Michał Broniszewski Philipp Peter                         | 118     |
| NC   | GTE Pro | 64  | Lotus Jetalliance       | Lukas Luchtner-Hoyer Martin Rich David Heinemeier Hansson | 114     |
| DNF  | LMP2    | 39  | Pecom Racing            | Luís Pérez Companc Matías Russo Pierre Kaffer             | 103     |
| DNF  | GTE Pro | 71  | AF Corse                | Jaime Melo Toni Vilander                                  | 92      |
| DNF  | LMP2    | 46  | TDS Racing              | Mathias Beche Pierre Thiriet Jody Firth                   | 23      |
| DNS  | LMP1    | 23  | MIK Corse               | Máximo Cortés Ferdinando Geri Giacomo Piccini             | -       |